# الینا پچیلیکا
الینا پچیلیکا (اوکراینی: Олена Пчілка؛ ۲۹ ژوئن ۱۸۴۹ – ۴ اکتبر ۱۹۳۰) مردم‌شناس، نویسنده، و روزنامه‌نگار اهل امپراتوری روسیه بود.